# Valeria Franzin
Valeria Franzin (ur. 2 maja 1990 w Torino) – włoska wioślarka.

## Osiągnięcia
- Mistrzostwa Świata Juniorów – Amsterdam 2006 – czwórka podwójna – 10. miejsce[1].
- Mistrzostwa Świata Juniorów – Pekin 2007 – dwójka podwójna – 7. miejsce[1].
- Mistrzostwa Świata Juniorów – Linz 2008 – czwórka bez sternika – 2. miejsce[1].
- Mistrzostwa Europy – Ateny 2008 – ósemka – 4. miejsce[1].